# 梅德韋賈
梅德韋賈是塞爾維亞的城鎮，由雅布蘭尼卡州負責管轄，位於該國南部，面積524平方公里，海拔高度440米，南斯拉夫民族解放軍在1944年佔領該鎮後殺害當地約200人，2011年人口4,768。

## 外部連結
- Medveđa